# Planèzes
Planèzes (in catalano Planeses) è un comune francese di 102 abitanti situato nel dipartimento dei Pirenei Orientali nella regione dell'Occitania.

## Società

### Evoluzione demografica
Abitanti censiti